# Охорона здоров'я в Тернополі
Охорона здоров'я в Тернополі — мережа медичних закладів Тернополя, яка забезпечує комплексну профілактику та лікування мешканців міста.

## Історія
Перші шпиталі в Тернополі виникли майже з початку заснування міста. У 1570 році Князь Костянтин Острозький заснував поряд із церквою Різдва Христового «руський шпиталь», який пізніше перенесено ближче до Кременецької брами. В дарчій грамоті, зокрема, сказано: «При церкві має бути шпиталь для убогих, до шпиталю придаємо лан біля с. Білої». Там само сказано, що однією з меж згаданого лану був лан польського шпиталю. Персонал шпиталів, очевидно, складали монахи, зокрема в українському — отці Василіяни.
Перша згадка про лікаря Массинга та аптекаря Фукса датується 1830 — їхні прізвища стоять під зверненням до цісаря з проханням відкрити в місті гімназію.
Від кінця 1860-х лікарем у Тернополі працював, зокрема, Омелян Гладишовський.
У 1890 в Тернополі проживало 27405 мешканців. Смертність немовлят становила 259,9 на 1000 народжених, до 6 років з новонароджених доживало лише 56,3 % або кожна друга дитина. Основною причиною смерті дітей були гострі інфекційні захворювання. Це стосується і дорослих. Від інфекційних захворювань щорічно вмирало 1/4 від усіх померлих. У місті функціонував «повшехний» шпиталь на 70-85 ліжок та ізраєльський шпиталь на 40 ліжок. Працювало також 3 фармацевти, дві аптеки.
У Першу світову війну Тернопільщина стала ареною воєнних дій армій Австро-Угорщини та Німеччини з Росією. В окупованому Тернополі (23 серпня 1914 — 25 липня 1916) починається голод, спалахують епідемії інфекційних захворювань, зростає смертність, особливо немовлят. У ці часи в місті працює військовий шпиталь для січових стрільців, шефом якого був військовий лікар Тит Євген Бурачинський.
За час двомісячного існування Галицької соціалістичної радянської республіки в Тернополі при повітовій державній владі існувала т. з. санітарна комісія на правах відділу, з ініціативи якої в першій декаді серпня 1920 в місті відкрито чотири лікарні на 166 ліжок, 4 загальних та 4 зуболікарські амбулаторії. Місто поділено на 9 дільниць і за кожною закріплено лікаря. Основну частину госпіталізованих складали червоноармійці. Для роботи в лікарнях мобілізовані місцеві лікарі. Ліжка, білизну, медикаменти, перев'язувальні засоби, хірургічний інструментарій, а також харчі збирали в населення за відозвою санітарної комісії.
У 1920—1939 Тернопіль стає воєводським центром, у якому розмістилися воєводське управління. У склад управління входив уряд здоров'я з директором і чисельним апаратом. У 1930-ті уряд здоров'я підпорядковується «відділу праці, громадської опіки та громадського здоров'я», але чисельність апарату не зменшилася, він обіймає окреме приміщення з 4-х кімнат. На медичний управлінський апарат покладено ряд функцій, зокрема, контролюючу, статистичну, методично-організаційну, переспеціалізацію лікарів, що працювали в осередках здоров'я (підготовка з питань фтизіатрії, трахоми, алкоголізму, тощо). Щорічно відділом складався звіт про охорону здоров'я на підставі звітів повітових лікарів, відбувалися з'їзди повітових лікарів.
Тернопільський осередок здоров'я міського типу нараховував протитуберкульозну, протитрахомну, противенеричну, спортивну «пшиходні», також при осередку була станція опіки над матір'ю і дитиною. У воєводстві нараховувалося 15 «кас хворих». Однією з найпотужніших була «каса хворих» у Тернополі — вона обслуговувала 5287 застрахованих та 1341 члена їхніх родин. У рік «каса хворих» обслуговувала до 3250 хворих.

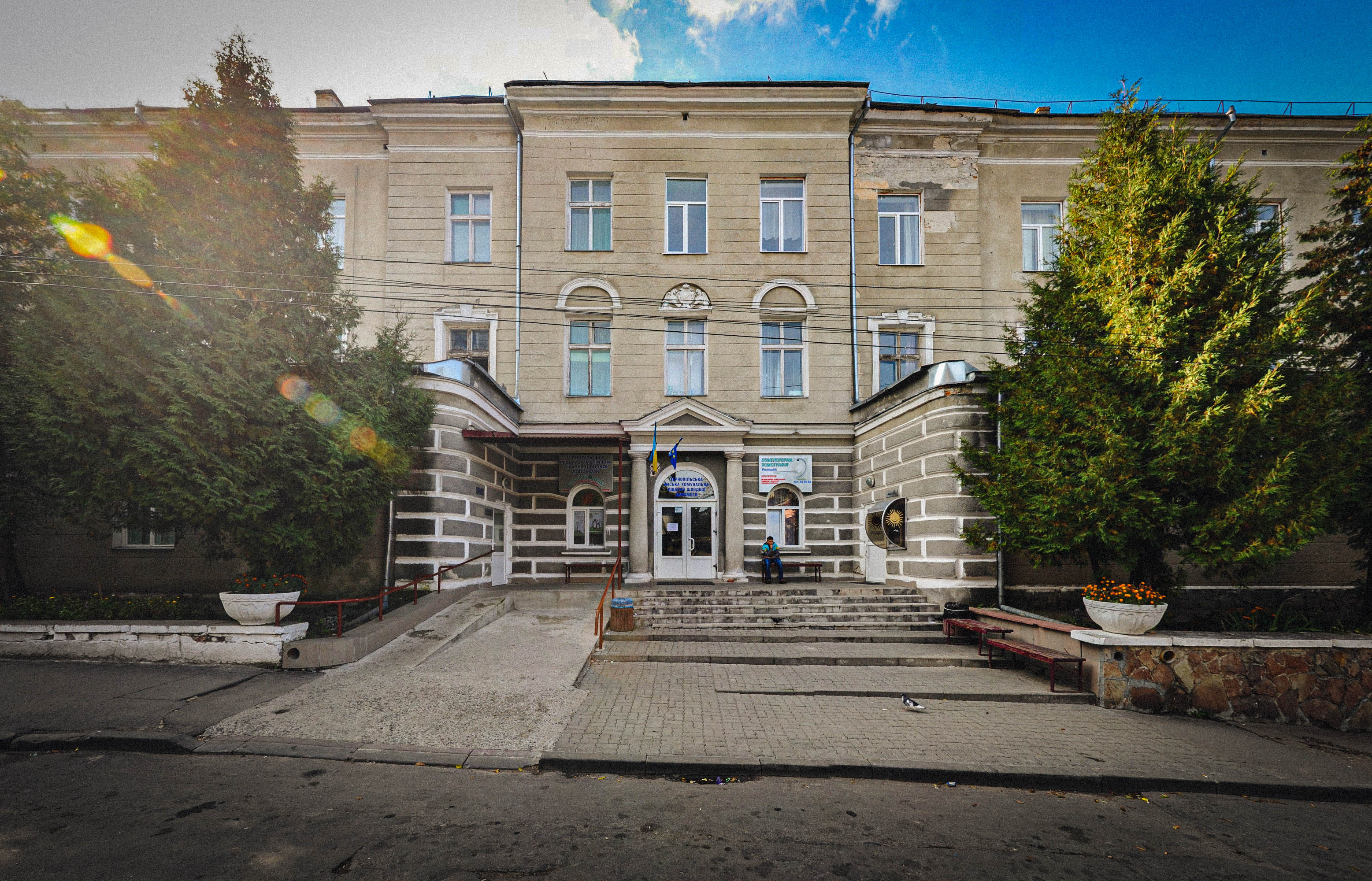
Колишній «повшехний» шпиталь (теперішня лікарня № 1)

У Тернополі був один «повшехний» шпиталь (теперішня лікарня № 1), який виконував роль повітового. У 1928 році тут було розгорнуто 120 ліжок: внутрішні хвороби (терапія) — 29, хірургія — 37, пологові — 8, інфекційні — 16, інші профілі — 30 ліжок. На лікуванні перебувало 3928 хворих. До кінця 1938 потужність шпиталю зросла до 144 ліжок за рахунок новозбудованого інфекційного корпусу, який і донині виконує ці ж функції. Крім «повшехного», в Тернополі був ще «жидівський» шпиталь на 40 ліжок (будинок колишнього онкодиспансеру).
У 1932 зареєстровано таку кількість інфекційних (заказьних) хвороб та смертних випадків від них:
| Хвороба       | Число захворювань | Число померлих | Летальність, % |
| ------------- | ----------------- | -------------- | -------------- |
| Черевний тиф  | 171               | 17             | 9,9            |
| Плямистий тиф | 91                | 13             | 14,3           |
| Різачка       | 17                | 3              | 17,6           |
| Туберкульоз   | 791               | 325            | 41,1           |
| Трахома       | 766               | -              | -              |
| Шкарлятина    | 897               | 111            | 12,4           |
| Менінгіт      | 394               | 28             | 7,1            |
| Кір           | 1171              | 14             | 1,2            |

Вартість медичної послуги (лікарська порада в офісі або при обслуговуванні вдома, в нічні та святкові дні, вартість різноманітних маніпуляцій) встановлювалася Міністерством скарбів (фінансів). Наприклад, лікарська порада в офісі коштувала 75 грошів, вдома — 1 злотий 50 грошів, довенне вливання — 5 злотих.
За даними профілактичних оглядів, у школярів молодших та старших класів було виявлено: вошивість — 16-18 %, ураженість трахомою — 1 %, захворюваність на туберкульоз — 5 %. У ті часи вже існувала шкільна гігієна, завданнями якої був нагляд за санітарним станом шкільних приміщень і періодичне проведення медичних оглядів школярів. З цією метою у школах були посади шкільних лікарів, оплачувалися вони з фондів «кураторії» (управління освіти). Огляд школярів молодших класів здійснювався повітовими лікарями.
Повітовим лікарем у Тернополі був Станіслав Зелінський. Також у місті працювали лікарі-українці: доктор Острозький, доктор Нестерчук, доктор Чумак (постійно патронував спортивний клуб «Поділля»), доктор Свистун (перший власник рентгенапарату), а також Моріс Шмід, доктор Шупарський, доктор Розенфельд (педіатр), Мостовий (хірург), Михайло Лібергаль та інші. Фармацевтом був магістр Бєлінський, аптеки якого знаходилися в центрі міста. Багато років працював директором шпиталю в Тернополі хірург Ігнат Гершер.
За час першого приходу «совєтів» (1939—1941) на керівні посади призначено присланих зі східних областей осіб. На початку 1940 радянська влада розгорнула в області 180 медичних закладів, у яких працювало 388 лікарів і 549 середніх медичних працівників. У Тернополі в ці роки функціонувала лікарня на 160 ліжок, поліклініка на базі «каси хворих», пункти здоров'я на промислових підприємствах. Були відкриті протитуберкульозна лікарня та диспансер, жіноча та дитяча консультації. Директором лікарні в Тернополі був доктор Богдан Свистун — він віддав на загальне користування власний рентгенапарат, за що до нього місцева влада була прихильнішою. До інших — не була такою. Наприклад, молодого лікаря Нестерчука заарештовано і він пропав безвісти. Тривалі строки відсиділи лікар-окуліт Нестор Воронич, лікар-інтерніст Сой, загинув на засланні лікар-дерматовенеролог Осип Дзядів.
У червні 1941 у місто ввійшли німецькі війська. За час нацистської окупації кількість лікарів різко зменшилася: лікарі-євреї були ув'язнені до «гетто», а відтак знищені, вагома частина лікарів-поляків покинула місто й область. Медичну допомогу надавали в приватному порядку, в основному, вцілілі лікарі-українці. Крім того, діяв «повшехний» шпиталь. Для німців організовано військовий шпиталь на базі Першої тернопільської гімназії.
Після другого приходу «совєтів», влада вишукувала будинки власників, що добровільно або вимушено залишили область, для пристосування їх під медичні заклади, які укомплектовуються приїжджим або відрядженим персоналом. У 1944—1945 поновлюються лікарні, амбулаторії та поліклініки, пункти здоров'я, тощо, відкриваються нові медичні заклади — обласна станція переливання крові, санітарно-авіаційна станція, шкірно-венерологічна лікарня на 25 ліжок, функціонує 25 аптек. У складі облвиконкому створюється обласний відділ охорони здоров'я, першим завідувачем якого стає О. Рябушенко, пізніше завідувачами були О. Устенко та В. Титар. У 1947 відбулось об'єднання амбулаторно-поліклінічних закладів з лікарнями (стаціонарами). У 1948—1949 створюється обласна лікарня, яку спочатку відкрито на базі міської лікарні («повшехного» шпиталю). Першим головним лікарем стає Михайло Ляпіс. У 1948 в Тернополі почав функціонувати обласний онкологічний диспансер.

## Мережа закладів

### Державні управління
- Управління охорони здоров'я Тернопільської обласної державної адміністрації
- Відділ охорони здоров'я та медичного забезпечення Тернопільської міської ради

### Навчальні заклади
- Тернопільський державний медичний університет імені І. Я. Горбачевського
- Медичний коледж (приватний)
- Тернопільська загальноосвітня школа-медичний ліцей № 15

### Бібліотеки
- Тернопільська обласна наукова медична бібліотека
- Бібліотека Тернопільського державного медичного університету імені І. Я. Горбачевського

### Обласні лікарні
- КУТОР[1] «Тернопільська університетська лікарня»
- Тернопільська обласна комунальна клінічна психоневрологічна лікарня
- КУТОР «Тернопільська обласна дитяча клінічна лікарня»

### Диспансери
- КУТОР «Тернопільський обласний клінічний онкологічний диспансер»
- КУТОР «Тернопільський обласний клінічний шкірно-венерологічний диспансер»
- КУТОР «Обласний наркологічний диспансер»
- Тернопільський обласний комунальний лікарсько-фізкультурний диспансер

### Міські лікарні та поліклініки
- Тернопільська міська комунальна лікарня швидкої допомоги (№ 1)
- Тернопільська міська комунальна лікарня № 2
- Тернопільська міська комунальна лікарня № 3
- Тернопільська міська дитяча комунальна лікарня
- Міська комунальна стоматологічна поліклініка
- Комунальна дитяча стоматологічна поліклініка

### Медичні центри

#### Комунальні
- Тернопільський обласний клінічний перинатальний центр «Мати і дитина»
- Тернопільській обласний центр служби крові
- Центр екстреної медичної допомоги та медицини катастроф[2][3]
- КУТОР «Центр здоров'я»
- Інформаційно-аналітичний центр медичної статистики
- Обласний центр медико-соціальної експертизи
- Обласний комунальний центр профілактики і боротьби зі СНІДом

#### Приватні
- клініка мікрохірургії ока «Медікус»
- медичний центр «Віасан»
- лікувально-діагностичний центр «Румед-Т»
- клініка професора Стефана Хміля
- медичний центр «Медівіт»
- медичний центр «Ортоклініка»
- медичний центр «Оксфорд Медікал Тернопіль»
- «Стоматологія Олексюка»
- центр відновлення зору, клініка лазерної мікрохірургії ока AS
- «Центр Євмінова» та інші

### Інші
- Обласний спеціалізований будинок дитини
- Обласне бюро судово-медичної експертизи
- Обласне патологоанатомічне бюро